# Liste des monuments historiques de Tréguier
Ces tableaux présentent la liste des monuments historiques immobiliers et mobiliers classés ou inscrits, dans la ville de Tréguier, Côtes-d'Armor, en France.

## Immobiliers
Selon la base Mérimée, il y a 27 monuments historiques à Tréguier .
| Monument                                     | Adresse                                                        | Coordonnées                        | Notice         | Protection                         | Date           | Illustration                                |
| -------------------------------------------- | -------------------------------------------------------------- | ---------------------------------- | -------------- | ---------------------------------- | -------------- | ------------------------------------------- |
| Cathédrale Saint-Tugdual cathédrale, cloître | Place du Martray                                               | 48° 47′ 15″ nord, 3° 13′ 52″ ouest | « PA00089701 » | Classée MH                         | 1840           | Cathédrale Saint-Tugdualcathédrale, cloître |
| Chapelle des Paulines                        | Rue Paul-Raoul                                                 | 48° 47′ 05″ nord, 3° 14′ 00″ ouest | « PA00089777 » | Inscrite MH                        | 1992           | Chapelle des Paulines                       |
| Église Saint-Michel                          | Allée Saint-Michel                                             | 48° 46′ 48″ nord, 3° 14′ 09″ ouest | « PA00089702 » | Classé MH                          | 1930           | Église Saint-Michel                         |
| Hôtel de la Tour                             | 20, rue des Perdreries                                         | 48° 47′ 12″ nord, 3° 14′ 03″ ouest | « PA00089705 » | Classé MH · Inscrit MH             | 1924 1973      | Hôtel de la Tour                            |
| Couvent des Augustines                       | Rue de la Chalotais                                            | 48° 47′ 09″ nord, 3° 13′ 52″ ouest | « PA00089711 » | Inscrit MH · Classé MH             | 1997 1999      | Couvent des Augustines                      |
| Maison                                       | 2, rue de la Chalotais                                         | 48° 47′ 13″ nord, 3° 13′ 54″ ouest | « PA00089709 » | Inscrit MH                         | 1964           | Maison                                      |
| Maison Saint Pierre                          | 14, rue de la Chalotais                                        | 48° 47′ 12″ nord, 3° 13′ 54″ ouest | « PA00089710 » | Inscrit MH                         | 2007           | Maison Saint Pierre                         |
| Maison                                       | 11, rue Colvestre                                              | 48° 47′ 15″ nord, 3° 13′ 56″ ouest | « PA00089708 » | Inscrit MH                         | 1926           | Maison                                      |
| Maison                                       | 12, rue Colvestre                                              | 48° 47′ 16″ nord, 3° 13′ 55″ ouest | « PA00089712 » | Inscrit MH                         | 1964           | Maison                                      |
| Maison                                       | 14, rue Colvestre                                              | 48° 47′ 16″ nord, 3° 13′ 56″ ouest | « PA00089713 » | Inscrit MH                         | 1964           | Maison                                      |
| Maison                                       | 20, rue Colvestre                                              | 48° 47′ 15″ nord, 3° 13′ 57″ ouest | « PA00089714 » | Inscrit MH                         | 1964           | Maison                                      |
| Maison                                       | 22, rue Colvestre                                              | 48° 47′ 15″ nord, 3° 13′ 57″ ouest | « PA00089707 » | Inscrit MH                         | 1926           | Maison                                      |
| Maison                                       | 10, place Notre-Dame-de-Coatcolvezou                           | 48° 47′ 16″ nord, 3° 13′ 47″ ouest | « PA00089716 » | Inscrit MH                         | 1964           | Maison                                      |
| Maison                                       | 12, place Notre-Dame-de-Coatcolvezou                           | 48° 47′ 16″ nord, 3° 13′ 46″ ouest | « PA00089717 » | Inscrit MH                         | 1964           | Maison                                      |
| Maison                                       | 18, place Notre-Dame-de-Coatcolvezou                           | 48° 47′ 17″ nord, 3° 13′ 46″ ouest | « PA00089718 » | Inscrit MH                         | 1964           | Maison                                      |
| Musée Ernest-Renan                           | 20, rue Ernest Renan                                           | 48° 47′ 18″ nord, 3° 13′ 43″ ouest | « PA00089706 » | Classé MH                          | 1944           | Musée Ernest-Renan                          |
| Maison                                       | 22, rue Ernest Renan                                           | 48° 47′ 17″ nord, 3° 13′ 45″ ouest | « PA00089719 » | Inscrit MH                         | 1964           | Maison                                      |
| Maison                                       | 31, rue Ernest Renan                                           | 48° 47′ 19″ nord, 3° 13′ 40″ ouest | « PA00089720 » | Inscrit MH                         | 1946           | Maison                                      |
| Maison                                       | 56, rue Ernest Renan                                           | 48° 47′ 19″ nord, 3° 13′ 33″ ouest | « PA00089721 » | Inscrit MH                         | 1964           | Maison                                      |
| Maison à pans de bois                        | 59, rue Ernest Renan                                           | 48° 47′ 19″ nord, 3° 13′ 34″ ouest | « PA00089722 » | Inscrit MH                         | 1964           | Maison à pans de bois                       |
| Maison à pans de bois                        | 63, rue Ernest Renan                                           | 48° 47′ 19″ nord, 3° 13′ 34″ ouest | « PA22000007 » | Inscrit MH                         | 1996           | Maison à pans de bois                       |
| Maison                                       | 65, rue Ernest Renan                                           | 48° 47′ 19″ nord, 3° 13′ 33″ ouest | « PA00089723 » | Inscrit MH                         | 1964           | Maison                                      |
| Maison à pans de bois                        | Place du général de Gaulle Rue Ernest Renan                    | 48° 47′ 19″ nord, 3° 13′ 56″ ouest | « PA00089715 » | Classé MH                          | 1948           | Maison à pans de bois                       |
| Ancien palais épiscopal, Mairie              | 1, place du Général Leclerc                                    | 48° 47′ 17″ nord, 3° 13′ 53″ ouest | « PA00089703 » | Classé MH · Classé MH · Inscrit MH | 1954 1956 2022 | Ancien palais épiscopal,Mairie              |
| La Poste                                     | 19, rue Saint-André                                            | 48° 47′ 14″ nord, 3° 13′ 42″ ouest | « PA00135259 » | Inscrit MH                         | 1995           | La Poste                                    |
| La Ferme de Kernabat                         | Kernabat, Minihy-Tréguier                                      | 48° 46′ 48″ nord, 3° 13′ 29″ ouest | « PA00089704 » | Inscrit MH                         | 1931           | La Ferme de Kernabat                        |
| Aqueduc sur le Guindy                        | Lieu-dit Créven, Plouguiel Lieu-dit Le Guindy, Minihy-Tréguier | 48° 47′ 07″ nord, 3° 15′ 10″ ouest | « PA00089700 » | Inscrit MH                         | 1931           | Aqueduc sur le Guindy                       |

## Mobilier
Selon la base Palissy, il y a 117 objets MH à Tréguier répartis dans 4 édifices.
| Monument historique | Localisation           | Protection | Date de la protection | Référence            | Photo                                   |
| --- | ---------------------- | ---------- | --------------------- | -------------------- | --------------------------------------- |
| Orgue de tribune | Cathédrale             | Classé     | 1972                  | Notice no PM22002083 | Orgue de tribune                        |
| Stèle funéraire | Cathédrale             | Classé     | 1986                  | Notice no PM22002061 |                                         |
| Sculpture | Cathédrale             | Classé     | 1986                  | Notice no PM22002060 |                                         |
| Relief | Cathédrale             | Classé     | 1986                  | Notice no PM22002059 |                                         |
| Relief | Cathédrale             | Classé     | 1986                  | Notice no PM22002058 |                                         |
| Relief | Cathédrale             | Classé     | 1986                  | Notice no PM22002057 |                                         |
| Relief | Cathédrale             | Classé     | 1986                  | Notice no PM22002056 |                                         |
| Deux sculptures | Cathédrale             | Classé     | 1986                  | Notice no PM22002055 |                                         |
| Dalle funéraire | Cathédrale             | Classé     | 1986                  | Notice no PM22002054 |                                         |
| Statue | Cathédrale             | Classé     | 1986                  | Notice no PM22002053 |                                         |
| Statue | Cathédrale             | Classé     | 1986                  | Notice no PM22002052 |                                         |
| Statue | Cathédrale             | Classé     | 1986                  | Notice no PM22002051 |                                         |
| Bas-relief - retable | Cathédrale             | Classé     | 1986                  | Notice no PM22002050 | Reste de retable.                       |
| Tombeau d'Éon Guillebert | Cathédrale             | Classé     | 1986                  | Notice no PM22002049 | Gisant d'Éon Guillebert.                |
| Tombeau de Jeanne Buchon, Épouse d'Éon Guillebert | Cathédrale             | Classé     | 1986                  | Notice no PM22002048 | Gisant de Jeanne du Buchon.             |
| Relief | Cathédrale             | Classé     | 1986                  | Notice no PM22002047 |                                         |
| Croix: Vierge à l'enfant debout sur une marque, Christ en croix | Cathédrale             | Classé     | 1986                  | Notice no PM22002046 |                                         |
| Relief | Cathédrale             | Classé     | 1986                  | Notice no PM22002045 |                                         |
| Relief | Cathédrale             | Classé     | 1986                  | Notice no PM22002044 |                                         |
| Dalle funéraire | Cathédrale             | Classé     | 1986                  | Notice no PM22002043 |                                         |
| Relief | Cathédrale             | Classé     | 1986                  | Notice no PM22002042 |                                         |
| Relief | Cathédrale             | Classé     | 1986                  | Notice no PM22002041 |                                         |
| Dalle funéraire de François Mascé | Cathédrale             | Classé     | 1986                  | Notice no PM22002040 |                                         |
| Tombeau de Louis ou Alain de Penmarch | Cathédrale             | Classé     | 1986                  | Notice no PM22002039 |                                         |
| Relief | Cathédrale             | Classé     | 1986                  | Notice no PM22002038 |                                         |
| Sarcophage | Cathédrale             | Classé     | 1986                  | Notice no PM22002037 |                                         |
| Dalle funéraire | Cathédrale             | Classé     | 1986                  | Notice no PM22002036 | Dalle funéraire dans le cloître.        |
| Sculpture | Cathédrale             | Classé     | 1986                  | Notice no PM22002035 |                                         |
| Tombeau d'un prêtre | Cathédrale             | Classé     | 1986                  | Notice no PM22002034 |                                         |
| Tombeau d'Alain de Vitré, dit de Dinan | Cathédrale             | Classé     | 1986                  | Notice no PM22002033 | Gisant d'Alain de Vitré.                |
| Tombeau (gisant) d'un abbé de Beaulieu | Cathédrale             | Classé     | 1986                  | Notice no PM22002032 | Gisant d'un abbé.                       |
| Tombeau (gisant) de Guy le Lionnais, abbé de Beaulieu | Cathédrale             | Classé     | 1986                  | Notice no PM22002031 | Gisant de Guy le Lionnais.              |
| Sculpture | Cathédrale             | Classé     | 1986                  | Notice no PM22002030 |                                         |
| Tombeau de Chabucet, chanoine de Saint-Brieuc | Cathédrale             | Classé     | 1986                  | Notice no PM22002029 |                                         |
| Tombeau de Guy Eder, évêque de Saint-Brieuc | Cathédrale             | Classé     | 1986                  | Notice no PM22002028 |                                         |
| Dalle funéraire de Thébault de Brignou, évêque de Saint-Brieuc | Cathédrale             | Classé     | 1986                  | Notice no PM22002027 |                                         |
| Relief - dauphins | Cathédrale             | Classé     | 1986                  | Notice no PM22002026 |                                         |
| Arcature | Cathédrale             | Classé     | 1986                  | Notice no PM22002025 |                                         |
| Tombeau d'un abbé | Cathédrale             | Classé     | 1986                  | Notice no PM22002024 |                                         |
| Tombeau de Guillaume Le Floch, abbé de Beaulieu | Cathédrale             | Classé     | 1986                  | Notice no PM22002023 | Gisant de Guillaume Le Floch.           |
| Tombeau de Guillaume Boutier, abbé de Beaulieu | Cathédrale             | Classé     | 1986                  | Notice no PM22002022 | Gisant de Guillaume Boutier.            |
| Statue, dalle funéraire (gisant) | Cathédrale             | Classé     | 1986                  | Notice no PM22002021 |                                         |
| Frise, scène de chasse | Cathédrale             | Classé     | 1986                  | Notice no PM22002020 |                                         |
| Dalle funéraire | Cathédrale             | Classé     | 1986                  | Notice no PM22002019 |                                         |
| Dalle funéraire d'Eudon de La Roche | Cathédrale             | Classé     | 1986                  | Notice no PM22002018 |                                         |
| Relief | Cathédrale             | Classé     | 1986                  | Notice no PM22002017 |                                         |
| Trois dalles funéraires | Cathédrale             | Classé     | 1986                  | Notice no PM22002016 |                                         |
| Calvaire édiculé | Cathédrale             | Classé     | 1986                  | Notice no PM22002015 | Reste de calvaire.                      |
| Tableau, Augustin-René-Louis Le Mintier | Cathédrale             | Classé     | 1979                  | Notice no PM22002014 |                                         |
| Tableau, Jean-Marc de Royère | Cathédrale             | Classé     | 1979                  | Notice no PM22002013 |                                         |
| Tableau, Joseph de Cheylus | Cathédrale             | Classé     | 1979                  | Notice no PM22002012 |                                         |
| Tableau, Charles-Gui Le Borgne de Kermorvan | Cathédrale             | Classé     | 1979                  | Notice no PM22002011 |                                         |
| Tableau, François-Hyacinthe de La Fruglaye de Kervers | Cathédrale             | Classé     | 1979                  | Notice no PM22002010 |                                         |
| Tableau, Olivier Jégou de Kervilio | Cathédrale             | Classé     | 1979                  | Notice no PM22002009 |                                         |
| Tableau, Eustache Le Sénéchal de Carcado | Cathédrale             | Classé     | 1979                  | Notice no PM22002008 |                                         |
| Tableau, François-Ignace de Baglion | Cathédrale             | Classé     | 1979                  | Notice no PM22002007 |                                         |
| Tableau, Balthasar Grangier de Liverdis | Cathédrale             | Classé     | 1979                  | Notice no PM22002006 |                                         |
| Tableau, Noël des Landes | Cathédrale             | Classé     | 1979                  | Notice no PM22002005 |                                         |
| Tableau, Gui Champion de Cicé de La Chaise | Cathédrale             | Classé     | 1979                  | Notice no PM22002004 |                                         |
| Tableau, Pierre Cornulier | Cathédrale             | Classé     | 1979                  | Notice no PM22002003 |                                         |
| Tableau, Guillaume du Halgoët de Kergrese | Cathédrale             | Classé     | 1979                  | Notice no PM22002002 |                                         |
| Tableau, Jean-Baptiste-Joseph de Lubersac | Cathédrale             | Classé     | 1979                  | Notice no PM22002001 |                                         |
| Quatorze tableaux: Les évêques de Tréguier | Cathédrale             | Classé     | 1979                  | Notice no PM22002000 | tableaux des quatorze évêques           |
| Fonts baptismaux | Cathédrale             | Classé     | 1979                  | Notice no PM22001999 | Fonts baptismaux.                       |
| Livre liturgique, bréviaire de Saint-Yves | Cathédrale             | Classé     | 1979                  | Notice no PM22001998 |                                         |
| Maquette, ex-voto: Evit Dove hag ar vro | Cathédrale             | Classé     | 1979                  | Notice no PM22001997 |                                         |
| Chasuble, étole, manipule, voile de calice | Cathédrale             | Classé     | 1979                  | Notice no PM22001996 |                                         |
| Chasuble | Cathédrale             | Classé     | 1979                  | Notice no PM22001995 |                                         |
| Chape (huméral) | Cathédrale             | Classé     | 1979                  | Notice no PM22001994 |                                         |
| Chape | Cathédrale             | Classé     | 1979                  | Notice no PM22001993 |                                         |
| Chape | Cathédrale             | Classé     | 1979                  | Notice no PM22001992 |                                         |
| Statue - Saint Jean l'évangéliste | Cathédrale             | Classé     | 1979                  | Notice no PM22001991 |                                         |
| Statue - la Vierge | Cathédrale             | Classé     | 1979                  | Notice no PM22001990 |                                         |
| Deux fauteuils | Cathédrale             | Classé     | 1975                  | Notice no PM22001361 |                                         |
| Groupe sculpté: Saint-Yves entre le riche et le pauvre | Cathédrale             | Classé     | 1972                  | Notice no PM22001360 | Saint Yves entre le riche et le pauvre. |
| Tableau: L.apparition du Christ à Marguerite Marie Alacoque | Cathédrale             | Classé     | 1972                  | Notice no PM22001359 |                                         |
| Chaire à prêcher | Cathédrale             | Classé     | 1972                  | Notice no PM22001358 | Chaire                                  |
| Orgue de tribune, buffet d'orgue | Cathédrale             | Classé     | 1972                  | Notice no PM22001357 | Grandes orgues.                         |
| Retable, tableau de vœu de Louis XIII | Cathédrale             | Classé     | 1972                  | Notice no PM22001356 |                                         |
| Statue, dite Notre-Dame de la clarté: Vierge à l'enfant | Cathédrale             | Classé     | 1972                  | Notice no PM22001355 | Notre-Dame-de-la-Clarté.                |
| Tombeau de chevalier | Cathédrale             | Classé     | 1972                  | Notice no PM22001354 | Enfeu d'un chevalier.                   |
| Tombeau de chevalier | Cathédrale             | Classé     | 1972                  | Notice no PM22001353 |                                         |
| Tombeau d'évêque | Cathédrale             | Classé     | 1972                  | Notice no PM22001352 | Enfeu d'un évêque.                      |
| Patène | Cathédrale             | Classé     | 1967                  | Notice no PM22001351 |                                         |
| Calice | Cathédrale             | Classé     | 1967                  | Notice no PM22001350 |                                         |
| Calice, patène | Cathédrale             | Classé     | 1955                  | Notice no PM22001349 |                                         |
| Calice, patène | Cathédrale             | Classé     | 1955                  | Notice no PM22001348 |                                         |
| Tableau: La naissance du Christ | Cathédrale             | Classé     | 1911                  | Notice no PM22001347 |                                         |
| Dalle funéraire du duc Jean V, duc de Bretagne | Cathédrale             | Classé     | 1840                  | Notice no PM22001346 | Gisant de Jean V.                       |
| Tombeau de Jean de Troguindy, sieur de Launay | Cathédrale             | Classé     | 1840                  | Notice no PM22001345 |                                         |
| Chapier | Cathédrale             | Classé     | 1840                  | Notice no PM22001344 |                                         |
| Deux vantaux | Cathédrale             | Classé     | 1840                  | Notice no PM22001343 | Porche des Cloches.                     |
| Bénitier | Cathédrale             | Classé     | 1840                  | Notice no PM22001342 | Bénitier Renaissance.                   |
| Autel, retable du rosaire: La cène, le lavement des pieds, Dieu le père, le Christ entre deux anges                                                                        | Cathédrale             | Classé     | 1840                  | Notice no PM22001341 |                                         |
| Autel (maître autel): La condamnation de Jésus, le couronnement d'épines, le portement de croix, la crucifixion, la descente de croix, la mise au tombeau, la résurrection | Cathédrale             | Classé     | 1840                  | Notice no PM22001340 |                                         |
| Stalles | Cathédrale             | Classé     | 1840                  | Notice no PM22001339 |                                         |
| Calice, patène | Couvent des Augustines | Classé     | 1968                  | Notice no PM22001366 |                                         |
| Deux chandeliers | Couvent des Augustines | Classé     | 1968                  | Notice no PM22001365 |                                         |
| Croix d'autel | Couvent des Augustines | Classé     | 1968                  | Notice no PM22001364 |                                         |
| Ostensoir | Couvent des Augustines | Classé     | 1968                  | Notice no PM22001363 |                                         |
| Coffret aux saintes-huiles | Couvent des Augustines | Classé     | 1968                  | Notice no PM22001362 |                                         |
| Groupe sculpté: Offrande à Saint-Yves | Mairie                 | Classé     | 1991                  | Notice no PM22001543 |                                         |
| Groupe sculpté: Veuves d'islandais | Mairie                 | Classé     | 1991                  | Notice no PM22001542 |                                         |
| Buste: Vieille bretonne | Mairie                 | Classé     | 1991                  | Notice no PM22001541 |                                         |
| Buste: Pêcheur trégorrois | Mairie                 | Classé     | 1991                  | Notice no PM22001540 |                                         |
| Statue: Tête de jeune bretonne | Mairie                 | Classé     | 1991                  | Notice no PM22001539 |                                         |
| Statue: Jeune bretonne | Mairie                 | Classé     | 1991                  | Notice no PM22001538 |                                         |
| Statue: Tête de jeune bretonne | Mairie                 | Classé     | 1991                  | Notice no PM22001537 |                                         |
| Statue: La dernière épingle | Mairie                 | Classé     | 1991                  | Notice no PM22001536 |                                         |
| Trois maquettes | Mairie                 | Classé     | 1991                  | Notice no PM22001535 |                                         |
| Maquette | Mairie                 | Classé     | 1991                  | Notice no PM22001534 |                                         |
| Maquette | Mairie                 | Classé     | 1991                  | Notice no PM22001533 |                                         |
| Maquette | Mairie                 | Classé     | 1991                  | Notice no PM22001532 |                                         |
| Drapeau des volontaires de Tréguier | Mairie                 | Classé     | 1991                  | Notice no PM22001531 |                                         |
| Tableau: Dans le cimetière de Tyr | Mairie                 | Classé     | 1991                  | Notice no PM22001530 |                                         |
| Cheminée, lambris de revêtement | Mairie                 | Classé     | 1924                  | Notice no PM22001367 |                                         |
| Buste: Ernest Renan | Maison d'Ernest Renan  | Classé     | 1992                  | Notice no PM22001581 |                                         |